# HD 107148
HD 107148 — двойная звезда в созвездии Девы на расстоянии приблизительно 160 световых лет (около 49,3 парсек) от Солнца. Визуальная звёздная величина звезды — +8,02m. Возраст звезды определён как около 3,5 млрд лет.
Вокруг звезды обращается, как минимум, две планеты.

## Характеристики
Первый компонент — жёлтый карлик спектрального класса G1V, или G5V, или G5. Масса — около 1,042 солнечной, радиус — около 1,174 солнечного, светимость — около 1,29 солнечной. Эффективная температура — около 5674 K.
Второй компонент — белый карлик. Масса — около 0,56 солнечной. Эффективная температура — около 6156 K. Удалён в среднем на 1728 а.е..

## Планетная система
В 2006 году группой астрономов было объявлено об открытии планеты HD 107148 Ab. Планета имеет массу 0,21 юпитерианской и расположена на расстоянии 0,27 а.е. от звезды. Год на планете длится приблизительно 48,06, а эксцентриситет её орбиты составляет примерно 0,05.
В 2021 году группой астрономов было объявлено об открытии планеты HD 107148 Ac.
В 2019 году учёными, анализирующими данные проектов Hipparcos и Gaia, у звезды обнаружена планета HIP 60081 d.